# Хорезъмска област
Хорезъмска област (на узбекски: Xorazm viloyati) е една от 12-те области (вилояти) на Узбекистан. Площ 6300 km² (11-о място по големина в Узбекистан, 1,41% от нейната площ). Население на 1 януари 2019 г. 1 835 600 души (11-о място по население в Узбекистан, 5,48% от нейното население). Административен център град Ургенч. Разстояние от Ташкент до Ургенч 1119 km.

## Историческа справка
Най-старият град в Хорезъмска област е Хива, като първите официални исторически сведения за него са от 17 век. Останалите два града в областта са признати за такива по време на съветската власт: Ургенч (1929 г.), Дружба (1974 г., от 1998 г. Питнак). Хорезъмска област е образувана на 15 януари 1938 г.

## Географска характеристика
Хорезъмска област е разположена в западната част на Узбекистан. На юг и запад граничи с Туркменистан, на североизток – с Каракалпакската автономна република и на югоизток – с Бухарска област. В тези си граници заема площ от 6300 km² (11-о място по големина в Узбекистан, 1,41% от нейната площ). Дължина от северозапад на югоизток 230 km, ширина от североизток на югозапад 60 km.
Релефът на Хорезъмска област е равнинен с максимална височина до 170 m в крайната ѝ югоизточна част, като обхваща част от древната делта на река Амударя. На запад и югозапад на територията ѝ попадат части от пустинята Каракум, а на югоизток – от пустинята Къзълкум.
Климатът е рязко континентален с умерено студена, малоснежна зима и продължително, горещо и сухо лято. Средна януарска температура -5 °C, а средна юлска 27,3 °C. Годишната сума на валежите е 80 – 90 mm, които падат предимно през март и април. Продължителността на вегетационния период (минимална денонощна температура 5 °C) е около 240 денонощия.
През цялата област от югоизток на северозапад протича част от долното течение на река Амударя, която в този участък има широка заливна тераса и ниски брегове, често заливани по време на пълноводие. За предотвратяването на наводненията са изградени големи защитни диги. Водите на реката масово се използват за напояване. В южната част на областта има множество малки и временни солени езера, блата и солончаци, образуващи се в резултата от запълването им с излишна вода от напоителните канали през лятото или високи подпочвени води през пролетта.
Голяма част от територията на областта е заета от плодородни почви. Естествената растителност се е съхранила тук-таме по заливната тераса на Амударя (основно топола) и в пустинните райони (саксаул, твърдолистни и безлистни храсти).

## Население
На 1 януари 2019 г. населението на Хорезъмска област област е наброявало 1 835 600 души (5,48% от населението на Узбекистан). Гъстота 291,37 души/km². Градско население 21,9%. Узбеките съставлават 97%, а останалите 3% са туркмени, казахи, каракалпаки, перси, руснаци и др.

## Административно-териториално деление
В административно-териториално отношение Хорезъмска област се дели на 10 административни района (тумани), 3 града, в т.ч. 2 града с областно подчинение и 1 град с районно подчинение и 58 селища от градски тип.

### Административни райони (тумани)
1. Багатски район – административен център сгт Багат, селища от градски тип 4 + 1 броя: Багатьоп, Бойказак, Чигатай, Янгикадам
2. Гурленски район – административен център сгт Гурлен, селища от градски тип 8 + 1 броя: Бузкалъа, Дусимбай, Йормиш, Каргалар, Марказий Гулистан, Нукусьоп, Тахтакупър, Чакалар
3. Ханкински район – административен център сгт Ханка, селища от градски тип 4 + 1 броя: Бирлашган, Истиклол, Йошкуч, Мадавийор
4. Хазараспски район – административен център сгт Хазарасп, 1 град: Питнак; селища от градски тип 3 + 1 брой: Айокавва, Акьоп, Мангитлар
5. Хивински район – административен център гр. Хива, селища от градски тип 8 броя: Гуланбаг, Кишлак-Кишлак, Парчанхас, Сувитлийоп, Тозабаг, Уста Хужамад, Шурсалъа, Юкориком
6. Кошкупърски район – административен център сгт Кошкупър, селища от градски тип 5 + 1 брой: Караман, Урта кишлак, Хонабад, Шерабад, Шихмашхад
7. Шаватски район – административен център сгт Шават, селища от градски тип 6 + 1 брой: Буйрачи, Ипакчи, Кангли, Каткалъа, Монак, Чигатай
8. Ургенчки район – административен център кишлак Караул, селища от градски тип 5 броя: Акалтин, Гардонлар, Купалик, Чалъш, Чондир
9. Янгиаръкски район – административен център сгт Янгиарък, селища от градски тип 5 + 1 броя: Гуланбаг, Кушлок, Машиначилик, Собурзан, Сувган
10. Янгибазарски район – административен център сгт Янгибазар, селища от градски тип 2 + 1 броя: Мангитлар, Янгийоп

### Градове

#### Градове с областно значение
- Ургенч
- Хива

#### Град с районно значение
- Питнак